# Juillet 1918

## Événements
- Première liaison aérienne entre Londres et Le Caire.

- 2 juillet : 
  - Début du sultanat ottoman de Mehmed VI Vahideddin.
  - Conférence gouvernementale allemande de Spa

- 4 juillet : bataille d'Hamel.

- 15 juillet - 16 juillet  : 
  - Paris est bombardée par les Pariser Kanonen (et non la Grosse Bertha).

- 15 juillet : offensive allemande en Champagne.

- 16 - 17 juillet : Nicolas II de Russie, dernier tsar de Russie et toute la famille impériale sont exécutés par les bolcheviks.

- 18 juillet :  
  - Seconde bataille de la Marne.
  - Bataille de Château-Thierry, dans le cadre de la seconde bataille de la Marne. Début de la grande contre-offensive alliée. Les Alliés (Français et Américains) obligent les troupes Allemandes à se replier au nord de la Marne. Les Allemands doivent renoncer à l'offensive prévue dans les Flandres.

- 22 juillet - septembre[1] : vague de grèves au Japon dans les grands centres industriels, suivie d'un vaste mouvement d'agitation rurale.

- 26 juillet : république indépendante de Géorgie (fin en 1921).

## Naissances
- 4 juillet : Taufa'ahau Tupou IV, roi de Tonga († 10 septembre 2006).
- 5 juillet : René Lecavalier, animateur sportif († 6 septembre 1999).
- 6 juillet : Sebastian Cabot, acteur britannique († 22 août 1977).
- 12 juillet : Roger Couderc, journaliste sportif français, spécialiste du rugby à XV († 25 février 1984).
- 14 juillet : Ingmar Bergman, scénariste et réalisateur suédois († 30 juillet 2007).
- 15 juillet : Paddy Bassett, agronome néo-zélandaise († 20 juillet 2019)
- 18 juillet : 
  - Nelson Mandela, président de l'Afrique du Sud († 5 décembre 2013).
  - Pierre Sabbagh, journaliste, réalisateur, producteur et animateur de télévision français († 30 septembre 1994).
- 25 juillet : 
  - Jane Frank, peintre américaine († 31 mai 1986).
  - Bertram Brockhouse, physicien († 13 octobre 2003).
- 26 juillet : Suzanne Millerioux, peintre française († 24 janvier 2009).
- 30 juillet : Ursula Șchiopu, psychologue et poétesse roumaine († 4 mars 2015).
- 31 juillet : Hank Jones, pianiste de jazz américain († 16 mai 2010).

## Décès
- 9 juillet : Hans am Ende, peintre allemand (° 31 décembre 1864).
- 10 juillet : Henri Rieunier, amiral, ministre, député, pionnier de la Chine et du Japon (° 6 mars 1833).
- 11 juillet : Pamphile le May, auteur et avocat québécois (° 5 janvier 1837).
- 17 juillet : Nicolas II de Russie et sa famille.
- 24 juillet : Charles Maurice Cabart-Danneville, homme politique français (° 24 juin 1846).